# Margareta av Prades
Margareta av Prades, född 1387, död 1429, var en drottning av Aragonien, gift 1409 med kung Martin I av Aragonien.

## Biografi
Margareta var dotter till prins Peter av Aragonien och Johanna av Cabrera. Hon blev 1399 hovjungfru till drottning María de Luna, första hustru till Martin I av Aragonien. Drottningen avled 1406, och när även kronprinsen dog 1409 inträffade en tronföljdskris. Då riket var i omedelbart behov av en ny tronarvinge uppmanades kungen att gifta om sig för att producera en ny tronföljare så fort som möjligt, särskilt som kungen själv var gammal och sjuk.
Margareta av Prades var ung och frisk och dessutom barnbarnsbarnbarn till Jakob II av Aragonien, och uppfattades som en bekväm snabblösning. Kungen föredrog Margareta framför Cecilia av Aragonien-Urgell. Bröllopet ägde rum i kapellet i Bellesguards kungliga residens i utkanten av Barcelona den 17 september 1409. Margareta tillbringade sin korta tid som drottning i Bellesguard och i klostret Santa María de Valldocella. Kungen, gammal, försvagad och sjuk, kunde inte få barn med sin nya hustru och dog den 31 maj 1410, ett äktenskap på åtta och en halv månad. Efter makens död genomgick landet två års interregnum.
Margareta gifte 1414 om sig med Juan de Vilaragut, men i hemlighet för att inte förlora sin inkomst och titel som änkedrottning. Hon fick en son 1416: Juan Jerónimo de Vilaragut. 1420 avslöjades hennes hemliga äktenskap och hon och hennes make bosatte sig i klostret Santa María de Valldoncella, där hon blev änka igen 1422. Ett år senare blev hon nunna i det klostret; år 1428 utnämndes hon till abbedissa i Bonrepós-klostret, där hon dog året därpå och där hon begravdes.